# Castleton (Derbyshire)
Castleton è un villaggio e parrocchia civile dell'Inghilterra, appartenente alla contea del Derbyshire.